# Troisième corps de l'armée du Tennessee
Le troisième corps est une appellation utilisée par plusieurs formations militaires dans l'armée du Tennessee pendant la guerre de Sécession. Dans la pratique, la plupart des corps confédérés sont appelés en fonction du nom de leurs commandants et non par la désignation numérique. Dans ses diverses formes, le troisième corps sert sous William J. Hardee, Edmund Kirby Smith, Simon Bolivar Buckner, Leonidas Polk, et Alexander P. Stewart.

## Formation
Le corps est formé à l'origine par la re-désignation de la division du major-général William Hardee de l'armée centrale du Kentucky, aussi connue comme l'armée du Kentucky central, en un corps. Ayant servi auparavant dans le Kentucky et le Tennessee, la division de Hardee a marché sur Corinth, accompagnant le général Albert Sidney Johnston dans le cadre d'une stratégie de concentration confédérée menant à la bataille de Shiloh. Le 23 mars 1862, les hommes de Hardee arrivent à Corinth, où ils rejoignent d'autres confédérés sous le commandement du général P. G. T. Beauregard. Lorsque ces forces sont consolidées en une seule armée intitulé l'armée du Mississippi, la division de Hardee est désignée comme le troisième corps. Ce « corps » reste une division dans sa structure, composée de trois brigades sous les ordres des brigadiers généraux Thomas Hindman, Patrick Cleburne, et S. A. M. Wood. En outre, un bataillon d'artillerie de trois batteries de l'Arkansas sous les ordres du commandant Francis Shoup est également affecté au corps. La force efficace de Hardee s'élève à 6 789 et est le plus petit des quatre corps de l'armée.
Le corps de Hardee est choisi pour diriger l'une des deux colonnes confédérées lors de la marche à partir de Corinth. L'armée doit se concentrer à la ferme Mickey, puis lancer une attaque sur l'armée du Tennessee de Grant qui bivouaque à Pittsburgh Landing le 4 avril. Hardee doit déplacer son corps le long de la route des crêtes, suivi par le premier corps du major-général Leonidas Polk. Cependant, les troupes de Hardee et de Polk se mélangent dans les rues de Corinth, ce qui retarde la marche. bien qu'ils soient partis dans la matinée, il est tard dans l'après-midi au moment où le dernier de corps de Hardee quitte Corinth. Le piètre travail d'état-major combiné avec les routes boueuses et les conditions retardent la marche, et donc l'attaque, bien au-delà du 4 avril qui était la date cible. Ce n'est que le matin du 6 avril que les sudistes sont en position de lancer l'attaque.
En grande partie en raison de sa position à la tête de la ligne de marche et du camp, le corps de Hardee se retrouve à la pointe de l'attaque, le matin du 6 avril. Le corps de Hardee se déploie en une seule ligne de bataille disposé de gauche vers la droite ; la brigade de Cleburne sur la gauche restant près du camp de la veuve Howell, la brigade de Wood au centre, et la brigade de Hindman sous le commandement temporaire du colonel Robert Shaver sur la droite. Pour étendre le front de Hardee, la brigade du brigadier général Adly H. Gladden est rattachée au deuxième corps du major général Braxton Bragg et postée sur la droite de Shaver. Avec cette brigade supplémentaire, Hardee décide de former son corps en deux divisions temporaires ; la première sous les ordres de Hindman et composée de la brigade de Wood et la sienne sous ceux de Shaver. La deuxième division se compose des brigades  de Cleburne et de Gladden et rend compte directement à Hardee lui-même. Le reste du corps de Bragg se déploie sur une seule ligne de bataille derrière le corps de Hardee, avec le corps de Polk en colonne de marche derrière le corps de Bragg, et le corps de Breckinridge fermant la marche.
Ainsi, c'est le corps de Hardee qui est le premier corps confédéré à être engagé lors de la bataille de Shiloh lorsqu'une patrouille fédérale sous les ordres du commandant James Powell de la brigade du colonel Everett Peabody tombe sur un avant-poste de cavalerie et de piquets du 3rd Mississippi Battalion du commandant Aaron Hardcastle de la brigade de Wood. Cette escarmouche dure environ une heure avant que les fédéraux de Powell se retirent. Dans le même temps, l'offensive confédérée commence. Lors de l'avance initiale, les éléments du corps sont séparés, avec deux brigades de Hindman et Gladden avançant vers le nord-est et à droite dans les camps de la sixième division du brigadier général Benjamin Prentiss, pendant la brigade de Cleburne avance plus au nord et à gauche, dans les camps de la cinquième division du brigadier général William T. Sherman. La brigade de Russell du corps de Polk avance pour combler l'écart entre les deux segments s'élargissant du corps. C'est une histoire similaire ailleurs, et avant longtemps, l'avance des confédérés perd son organisation, avec des unités mixtes de différents corps formant des commandements ad hoc, et progressant sans égard à la table de l'organisation.
La brigade de Cleburne avance sur la position de Sherman, avec ses tirailleurs du 15th Arkansas et du 6th Mississippi blessant Sherman qui ne s'y attend pas à la main et tuant son aide-de-camp le soldat Thomas Holliday. Cependant, l'attaque de Cleburne s'enlise dans le terrain marécageux, les églantiers, et le terrain en contrebas en face de Sherman et ses hommes subissent d'importantes pertes dans l'attaque. Notamment, le 6th Mississippi, qui commence la bataille avec 425 officiers et hommes, subit plus de 300 blessés dans cette seule attaque.
Le corps est plus tard engagé à Bloody Pond et assiste le corps de réserve de Breckinridge à l'arrière-garde. Combattant à Corinth, le corps sert avec succès pendant quelques mois de plus jusqu'à ce que les quatre corps de l'armée du Mississippi soient consolidés et le corps dissous. Les brigades qui composent le corps constitue plus tard une division sous les ordres de Simon Buckner, et puis le plus célèbre Patrick Cleburne.

## 1862 - recréation
Le troisième corps est reconstitué à quatre reprises après sa dissolution. D'abord il est reconstitué lorsque le commandent d'Edmund Kirby Smith de l'Est du Tennessee est attaché à l'armée du Tennessee. Le corps de Kirby Smith se compose de la division de Carter Stevenson, la plus grande avec 10 000 hommes, la division de John McCown de 5 500 hommes, Henry Heth commande une division de 4 500 hommes et enfin Thomas Churchill commande une division de 6 500 hommes faisant un ensemble de 26 500 hommes. Le corps n'est jamais pleinement engagé dans une bataille importante, à Cumberland Gap le corps est engagé légèrement. Le corps combat à Stones River, mais la division de Stevenson est envoyée à Vicksburg, Heth et Churchill partent à Knoxville ce qui laisse seulement John McCown et sa petite division. Cela s'avère être un facteur clé dans la bataille et beaucoup disent que si Braxton Bragg avait eu Smith et ses quatre divisions, il aurait peut-être gagné, de manière décisive, et pas seulement sur le plan tactique.
Avec cela, le corps est cassé. McCown est attribué au corps de Hardee, et, par conséquent, sa division devient une partie intégrante de l'armée du Tennessee. La division de Stevenson reste à Vicksburg, les autres divisions sont placées dans de nouveaux départements et donc le corps est dissous.
Le corps est de nouveau reconstitué lors du siège de Vicksburg. Avec les nombreuses unités de l'armée du Tennessee dans la zone de Vicksburg, la garnison semble être une partie de leur propre armée, et, de plus, la quasi-totalité de la garnison combat avec l'armée du Tennessee, un jour ou l'autre. Le corps d'armée se compose de la division de Forney de 4 500 hommes, de la division de Martin Smith avec 6 500 hommes, la division de William Loring avec 6 000 hommes de plus, la division de John Bowen de 6 000 hommes et la division de Carter Stevenson de 10 000 hommes. Le corps compte en tout 33 000 hommes. Le corps combat à Champion Hill, et lors du siège lui-même. Loring et sa division cassée et, plus tard, servent dans le deux autres « troisième corps », mais le reste du « corps », généralement connu comme l'armée du Mississippi, se rend le 4 juillet.
Un troisième corps (bien que rarement appelé ainsi) est de nouveau re-constitué sous les ordres de Joseph Johnston au cours de la campagne de Vicksburg. Le corps contient de nombreuses troupes de l'armée du Mississippi et de l'armée du Tennessee. Le corps contient la division de Loring après son éclatement, 6 000 hommes, la division de Wallker de Charleston avec 10 000 hommes, John Breckinridge de l'armée du Tennessee avec 10000 hommes de plus, la division de  Jackson de l'armée du Tennessee avec 6 000 hommes et, enfin, un commandement de cinq brigades désorganisées comptant 10 000 hommes de plus. Dans l'ensemble, l'effectif est de 42 000 hommes. Ce corps est dispersé, puis est dissous mais ses fragments deviennent plus tard une partie d'un autre III corps.
Le corps est reconstitué à nouveau au cours de la campagne de Chickamauga. Braxton Bragg crée un corps supplémentaire pour l'armée du Tennessee, par la consolidation du commandement de Simon Buckner du département de l'Est du Tennessee dans son armée. Le corps de Buckner est composé de trois divisions : la division d'Alexander P. Stewart avec 4 500 hommes, la division de William Preston avec 5 000 hommes, et la division provisoire sous les ordres de Bushrod Johnson avec plus de 6 000 hommes. La division de Johnson est détachée pour opérer avec le corps de Longstreet à Chickamauga cependant, et il est dissous peu de temps après la bataille.

## Dernière réapparition
Le troisième corps est réactivé une cinquième et dernière fois. Il est organisé après la bataille de Chattanooga quand l'armée du Mississippi de Leonidas Polk part vers l'est pour rejoindre l'armée du Tennessee lors de la campagne d'Atlanta. Il contient des divisions sous les ordres de William Loring avec 6 500 hommes, les vétérans de la campagne de Vicksburg. Il contient également une division de 7 500 hommes sous les ordres de Samuel French du Mississippi et enfin de 6 000 hommes de Mobile sous les ordres du général Cantey (plus tard sous Walthall). En tout, 20 000 hommes. Ce corps prend le flanc droit de l'armée du Tennessee à Rocky Face Ridge et le flanc gauche à Resaca. Le corps de Polk combat également à Kennesaw Mountain où Polk est tué.
Le commandement change de mains cinq fois au cours de la campagne, d'abord sous William Wing Loring pour le reste de la bataille, mais ensuite Alexander P. Stewart prend le commandement brièvement.
Le corps de Stewart combat fortement à Peachtree Creek, où il perce les lignes de George Henry Thomas. À Atlanta, le corps est en réserve. Peu de temps après, le corps de Stewart prend part à la bataille d'Ezra Church, où la division de Walthall est engagée dans une attaque pour soutenir le corps de Lee. L'attaque échoue, et Stewart et le commandant de division Loring sont blessés au cours des combats. Le corps de Stewart ne prend également pas part à la bataille de Jonesboro. Le corps, alors le plus petit dans l'armée, subit le moins de pertes parmi les trois corps.

## Franklin–Nashville
Lorsque le commandant de l'armée John Bell Hood envahit le Tennessee, le corps de Stewart part avec lui. Il combat fortement à Altoona Pass et attaque la gauche de l'Union lors de la désastreuse bataille de Franklin. Subissant de lourdes pertes, le corps est simplement une grande division une fois qu'il arrive à Nashville. Le corps de Stewart est sur le flanc gauche lors de la première partie de la bataille, où il souffre fortement. Il est ensuite transféré au centre où il souffre légèrement par les tirs des mousquets, mais fuit le champ de bataille.
Le corps part ensuite dans les Carolines, combattant lors de la bataille de Bentonville. Il se rend avec le reste de l'armée le 26 avril 1865.

## Lectures complémentaires
- Stanley Fitzgerald Horn (1941). The Army of Tennessee. University of Oklahoma Press, reprinted in 1993. 503 pages.  (ISBN 0-8061-2565-9),  (ISBN 978-0-8061-2565-7).